# Fanny Kaplan

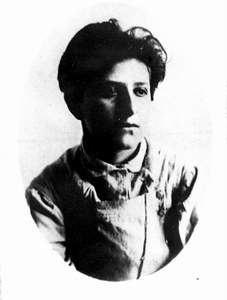
Fanny Kaplan in 1906

Fanny Jefimovna Kaplan (Russisch: Фанни Ефимовна Каплан) (gouvernement Wolynië, 10 februari 1890 – Moskou, 3 september 1918) was een Russisch anarchiste en socialist-revolutionaire, die vooral bekend werd door haar aanslag op Lenin in 1918.

## Leven
Kaplan was de dochter van een Joodse onderwijzer en kreeg thuis les van haar vader. In 1905 sloot ze zich aan bij anarchistische kringen in Oekraïne en in 1906 nam ze deel aan een aanslag op regeringsbeambten in Kiev. Na haar arrestatie werd ze ter dood veroordeeld, maar het vonnis werd omgezet in levenslange dwangarbeid en ze werd verbannen naar de bergregio Nertsjinsk-katorga. Daar sloot ze zich aan bij de Sociaal-Revolutionaire Partij. Haar verblijf in Siberië tastte haar gezondheid echter sterk aan en beschadigde haar gezichtsvermogen. Ze werd regelmatig naakt uitgekleed en met stokken afgeranseld. Nadat Kaplan in 1917 na de Februarirevolutie uit gevangenschap was ontslagen, stuurden haar partijgenoten haar voor een kuur naar een sanatorium op de Krim. Tijdens de Oktoberrevolutie onderging ze een oogoperatie in Charkov, om vervolgens weer terug te gaan naar de Krim. In augustus 1918 was ze plotseling in Moskou.

## Aanslag op Lenin

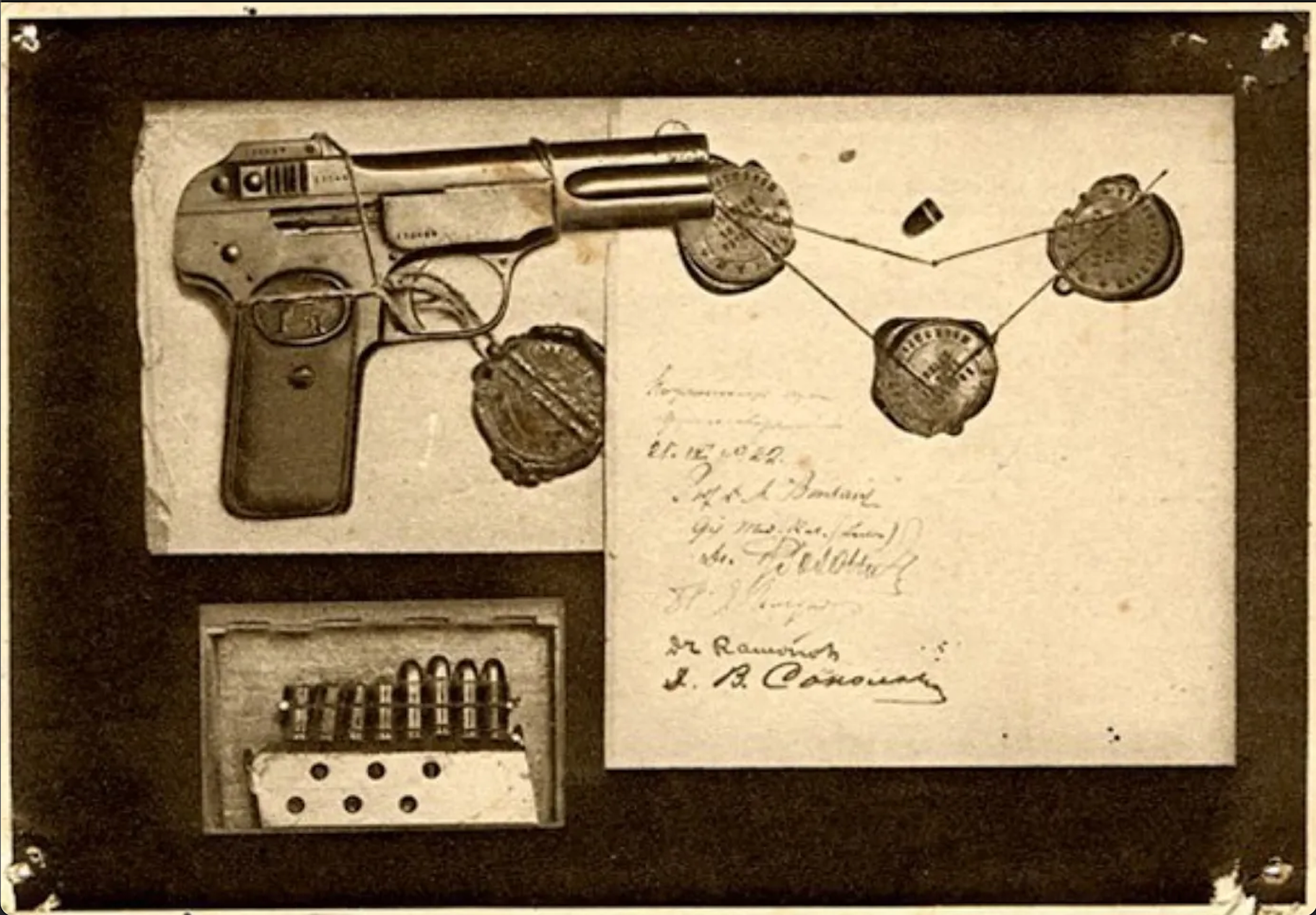
Het FN Model 1900 pistool

Op 30 augustus vertrok Lenin naar de Hamer en Sikkelfabriek in de buitenwijken van Moskou, om daar voor de arbeiders een toespraak te houden, zoals alle Bolsjewistische leiders dat deden op vrijdagmiddag. Eerder op de dag had hij gehoord dat de Bolsjewistische leider van de Tsjeka in Sint-Petersburg was vermoord door de sociaal-revolutionair Leonid Kannegister, maar tegen de adviezen in besloot hij toch te gaan. Toen hij de fabriek verliet, stapte vanuit de menigte een jonge vrouw naar voren, Fanny Kaplan, die naar hem riep en drie schoten op hem loste met haar FN Model 1900 pistool, één in zijn jas, één in zijn schouder en één door zijn nek in zijn long. Lenins lijfwachten zetten de achtervolging in en hadden haar snel ingerekend.
Lenin was levensgevaarlijk gewond door een kogel die hem in de nek en long had geraakt. Hij herstelde echter voorspoedig, hetgeen door de bolsjewistische pers werd uitgelegd als een wonder en sterk bijdroeg aan de cultusvorming rondom Lenin.
Kaplan verklaarde in de ondervraging:.
"Mijn naam is Fanya Kaplan. Vandaag schoot ik op Lenin. Ik deed het alleen. Ik zeg niet van wie ik mijn revolver kreeg. Ik geef geen details. Ik had al lang besloten om Lenin te doden. Ik beschouw hem als verrader van de revolutie. Ik was verbannen naar  Akatoi voor deelname aan een moordaanslag op een tsaristische ambtenaar in Kiev. Ik heb elf jaar dwangarbeid verricht. Na de revolutie werd ik bevrijd. Ik was voor de Russische Grondwetgevende Vergadering en ben er nog altijd voor."

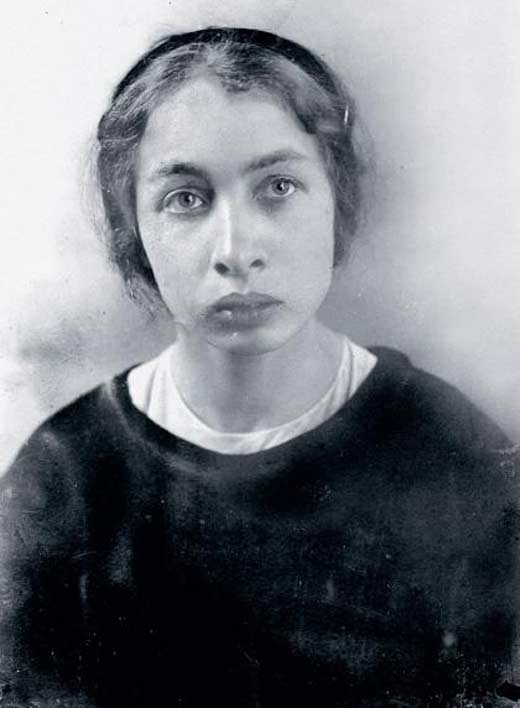
Fanny Kaplan voor 1918

Kaplan werd vastgehouden in dezelfde cel als de Britse diplomaat Bruce Lockhart, die door de Bolsjewieken was gearresteerd op verdenking van betrokkenheid bij de aanslag. Hij beschreef hoe ze de cel binnenkwam:
"Ze was gekleed in het zwart. Haar haar was zwart en onder haar ogen, die dof voor zich uit staarden, had ze diepe, zwarte wallen. Haar gezicht was kleurloos. Ze zag er heel Joods uit en was niet erg aantrekkelijk. Ze had iets leeftijdsloos, ze had 20 kunnen zijn, maar ook 35. Ik dacht meteen dat het Kaplan moest zijn. Ongetwijfeld hoopten de bolsjewieken dat ze mij een teken van herkenning zou geven."
Maar dat deed ze niet. Kort daarna werd ze overgebracht naar het Kremlin, waar ze "streng werd ondervraagd" en op 3 september werd doodgeschoten. Haar stoffelijke resten werden spoorloos opgeruimd.
Volgens Algelica Balabanova, secretaris van de Comintern, barstte Lenins vrouw Nadezjda Kroepskaja in tranen uit bij de gedachte dat met Kaplan de eerste revolutionair door de revolutionaire beweging was gedood. De aanslag bleek echter het sein om de terreur door de Tsjeka verder op te voeren en nog velen zouden haar volgen.
Nog steeds is er overigens twijfel of Kaplan de aanslag ook wel daadwerkelijk heeft uitgevoerd of dat ze als zondebok diende om een andere dader te ‘dekken’.